# 慕容晔
慕容晔（4世紀？—356年8月24日），字景先，昌黎棘城（今辽宁义县）人。前燕皇太子。前燕景昭帝慕容儁的儿子，母不详。
慕容儁立为世子，攻打冉魏时让他驻守龙城（今辽宁朝阳）。
353年二月十七庚子，已即皇帝位的慕容儁立慕容晔为皇太子，命他从龙城迁到薊城。其於356年七月十二日病逝，谥号献怀太子，弟慕容暐继任太子。
慕容儁问辅佐太子的李勣，慕容晔的优点，李勣回答：太子大德有八：至孝，一也；聪敏，二也；沈毅，三也；疾谀喜直，四也；好学，五也；多艺，六也；谦恭，七也；好施，八也。